# 2014-es labdarúgó-világbajnokság-selejtező (UEFA)
A 2014-es labdarúgó-világbajnokság európai selejtező mérkőzéseit 2012-ben és 2013-ban játszották le. Összesen 53 európai válogatott vett részt a selejtezőn, ebből 13 válogatott jutott ki a 2014-es labdarúgó-világbajnokságra.

## A selejtező lebonyolítása
A lebonyolítás megegyezett a 2010-es világbajnokság selejtezőjével.
Sorsolással nyolc hatcsapatos és egy ötcsapatos csoportot képeztek. A sorozat végén a kilenc csoportelső automatikusan kijutott a világbajnokságra, míg a nyolc legjobb csoportmásodik között oda-visszavágós pótselejtező került megrendezésre. A pótselejtezők győztesei jutottak még ki a 2014-es labdarúgó-világbajnokságra.

## Első forduló
Az 53 csapat nyolc hatcsapatos és egy ötcsapatos csoportot alkotott.  A csoportokban a csapatok körmérkőzéses, oda-visszavágós rendszerben mérkőztek meg egymással. A kilenc csoportelső automatikusan kijutott a világbajnokságra, míg a nyolc legjobb csoportmásodik a második fordulóba került. A csoportmásodikok sorrendjének meghatározásakor csak az első öt helyezett elleni eredményeket kellett figyelembe venni.

### Kiemelés
A csapatokat hat kalapba osztották a 2011. júliusi FIFA-világranglista alapján.
| Csapat        | Hely. |
| ------------- | ----- |
| Spanyolország | 1.    |
| Hollandia     | 2.    |
| Németország   | 3.    |
| Anglia        | 6.    |
| Portugália    | 7.    |
| Olaszország   | 8.    |
| Horvátország  | 9.    |
| Norvégia      | 12.   |
| Görögország   | 13.   |

| Csapat        | Hely. |
| ------------- | ----- |
| Franciaország | 16.   |
| Montenegró    | 17.   |
| Oroszország   | 18.   |
| Svédország    | 19.   |
| Dánia         | 21.   |
| Szlovénia     | 22.   |
| Törökország   | 24.   |
| Szerbia       | 27.   |
| Szlovákia     | 29.   |

| Csapat              | Hely. |
| ------------------- | ----- |
| Svájc               | 30.   |
| Izrael              | 32.   |
| Írország            | 33.   |
| Belgium             | 37.   |
| Csehország          | 38.   |
| Bosznia-Hercegovina | 41.   |
| Fehéroroszország    | 42.   |
| Ukrajna             | 45.   |
| Magyarország        | 47.   |

| Csapat         | Hely. |
| -------------- | ----- |
| Bulgária       | 48.   |
| Románia        | 53.   |
| Grúzia         | 57.   |
| Litvánia       | 58.   |
| Albánia        | 59.   |
| Skócia         | 61.   |
| Észak-Írország | 62.   |
| Ausztria       | 66.   |
| Lengyelország  | 69.   |

| Csapat       | Hely. |
| ------------ | ----- |
| Örményország | 70.   |
| Finnország   | 75.   |
| Észtország   | 79.   |
| Ciprus       | 80.   |
| Lettország   | 84.   |
| Moldova      | 85.   |
| Macedónia    | 96.   |
| Azerbajdzsán | 111.  |
| Feröer       | 112.  |

| Csapat        | Hely. |
| ------------- | ----- |
| Wales         | 112.  |
| Liechtenstein | 118.  |
| Izland        | 121.  |
| Kazahsztán    | 126.  |
| Luxemburg     | 128.  |
| Málta         | 173.  |
| Andorra       | 203.  |
| San Marino    | 203.  |

### Sorsolás
A sorsolást a 6. kalappal kezdték, és az 1. kalappal fejezték be. Mindegyik kalapból egy-egy csapat került, sorrendben az A–tól az I csoportig, kivéve a 6. kalapot, amelyből az I csoportba nem került csapat. Politikai okok miatt Örményország és Azerbajdzsán, valamint Oroszország és Grúzia nem kerülhetett egy csoportba.
A csoportok sorsolását 2011. július 30-án tartották Rio de Janeiróban.

### Csoportok
A mérkőzéseket 2012. szeptember 7-e és 2013. október 15-e között játszották.

#### A csoport
| Hely. | Csapat       | M  | Gy | D | V | G+ | G– | Gk  | P  | Továbbjutás                         |     | Belgium | Horvátország | Szerbia | Skócia | Wales | Észak-Macedónia |
| ----- | ------------ | -- | -- | - | - | -- | -- | --- | -- | ----------------------------------- | --- | ------- | ------------ | ------- | ------ | ----- | --------------- |
| 1.    | Belgium      | 10 | 8  | 2 | 0 | 18 | 4  | +14 | 26 | Kijutott a 2014-es világbajnokságra |     | —       | 1–1          | 2–1     | 2–0    | 1–1   | 1–0             |
| 2.    | Horvátország | 10 | 5  | 2 | 3 | 12 | 9  | +3  | 17 | Továbbjutott a második fordulóba    |     | 1–2     | —            | 2–0     | 0–1    | 2–0   | 1–0             |
| 3.    | Szerbia      | 10 | 4  | 2 | 4 | 18 | 11 | +7  | 14 |                                     |     | 0–3     | 1–1          | —       | 2–0    | 6–1   | 5–1             |
| 4.    | Skócia       | 10 | 3  | 2 | 5 | 8  | 12 | −4  | 11 |                                     | 0–2 | 2–0     | 0–0          | —       | 1–2    | 1–1   |                 |
| 5.    | Wales        | 10 | 3  | 1 | 6 | 9  | 20 | −11 | 10 |                                     | 0–2 | 1–2     | 0–3          | 2–1     | —      | 1–0   |                 |
| 6.    | Macedónia    | 10 | 2  | 1 | 7 | 7  | 16 | −9  | 7  |                                     | 0–2 | 1–2     | 1–0          | 1–2     | 2–1    | —     |                 |

#### B csoport
| Hely. | Csapat       | M  | Gy | D | V | G+ | G– | Gk  | P  | Továbbjutás                         |     | Olaszország | Dánia | Csehország | Bulgária | Örményország | Málta |
| ----- | ------------ | -- | -- | - | - | -- | -- | --- | -- | ----------------------------------- | --- | ----------- | ----- | ---------- | -------- | ------------ | ----- |
| 1.    | Olaszország  | 10 | 6  | 4 | 0 | 19 | 9  | +10 | 22 | Kijutott a 2014-es világbajnokságra |     | —           | 3–1   | 2–1        | 1–0      | 2–2          | 2–0   |
| 2.    | Dánia        | 10 | 4  | 4 | 2 | 17 | 12 | +5  | 16 |                                     |     | 2–2         | —     | 0–0        | 1–1      | 0–4          | 6–0   |
| 3.    | Csehország   | 10 | 4  | 3 | 3 | 13 | 9  | +4  | 15 |                                     | 0–0 | 0–3         | —     | 0–0        | 1–2      | 3–1          |       |
| 4.    | Bulgária     | 10 | 3  | 4 | 3 | 14 | 9  | +5  | 13 |                                     | 2–2 | 1–1         | 0–1   | —          | 1–0      | 6–0          |       |
| 5.    | Örményország | 10 | 4  | 1 | 5 | 12 | 13 | −1  | 13 |                                     | 1–3 | 0–1         | 0–3   | 2–1        | —        | 0–1          |       |
| 6.    | Málta        | 10 | 1  | 0 | 9 | 5  | 28 | −23 | 3  |                                     | 0–2 | 1–2         | 1–4   | 1–2        | 0–1      | —            |       |

#### C csoport
| Hely. | Csapat      | M  | Gy | D | V | G+ | G– | Gk  | P  | Továbbjutás                         |     | Németország | Svédország | Ausztria | Írország | Kazahsztán | Feröer |
| ----- | ----------- | -- | -- | - | - | -- | -- | --- | -- | ----------------------------------- | --- | ----------- | ---------- | -------- | -------- | ---------- | ------ |
| 1.    | Németország | 10 | 9  | 1 | 0 | 36 | 10 | +26 | 28 | Kijutott a 2014-es világbajnokságra |     | —           | 4–4        | 3–0      | 3–0      | 4–1        | 3–0    |
| 2.    | Svédország  | 10 | 6  | 2 | 2 | 19 | 14 | +5  | 20 | Továbbjutott a második fordulóba    |     | 3–5         | —          | 2–1      | 0–0      | 2–0        | 2–0    |
| 3.    | Ausztria    | 10 | 5  | 2 | 3 | 20 | 10 | +10 | 17 |                                     |     | 1–2         | 2–1        | —        | 1–0      | 4–0        | 6–0    |
| 4.    | Írország    | 10 | 4  | 2 | 4 | 16 | 17 | −1  | 14 |                                     | 1–6 | 1–2         | 2–2        | —        | 3–1      | 3–0        |        |
| 5.    | Kazahsztán  | 10 | 1  | 2 | 7 | 6  | 21 | −15 | 5  |                                     | 0–3 | 0–1         | 0–0        | 1–2      | —        | 2–1        |        |
| 6.    | Feröer      | 10 | 0  | 1 | 9 | 4  | 29 | −25 | 1  |                                     | 0–3 | 1–2         | 0–3        | 1–4      | 1–1      | —          |        |

#### D csoport
| Hely. | Csapat       | M  | Gy | D | V  | G+ | G– | Gk  | P  | Továbbjutás                         |     | Hollandia | Románia | Magyarország | Törökország | Észtország | Andorra |
| ----- | ------------ | -- | -- | - | -- | -- | -- | --- | -- | ----------------------------------- | --- | --------- | ------- | ------------ | ----------- | ---------- | ------- |
| 1.    | Hollandia    | 10 | 9  | 1 | 0  | 34 | 5  | +29 | 28 | Kijutott a 2014-es világbajnokságra |     | —         | 4–0     | 8–1          | 2–0         | 3–0        | 3–0     |
| 2.    | Románia      | 10 | 6  | 1 | 3  | 19 | 12 | +7  | 19 | Továbbjutott a második fordulóba    |     | 1–4       | —       | 3–0          | 0–2         | 2–0        | 4–0     |
| 3.    | Magyarország | 10 | 5  | 2 | 3  | 21 | 20 | +1  | 17 |                                     |     | 1–4       | 2–2     | —            | 3–1         | 5–1        | 2–0     |
| 4.    | Törökország  | 10 | 5  | 1 | 4  | 16 | 9  | +7  | 16 |                                     | 0–2 | 0–1       | 1–1     | —            | 3–0         | 5–0        |         |
| 5.    | Észtország   | 10 | 2  | 1 | 7  | 6  | 20 | −14 | 7  |                                     | 2–2 | 0–2       | 0–1     | 0–2          | —           | 2–0        |         |
| 6.    | Andorra      | 10 | 0  | 0 | 10 | 0  | 30 | −30 | 0  |                                     | 0–2 | 0–4       | 0–5     | 0–2          | 0–1         | —          |         |

#### E csoport
| Hely. | Csapat    | M  | Gy | D | V | G+ | G– | Gk  | P  | Továbbjutás                         |     | Svájc | Izland | Szlovénia | Norvégia | Albánia | Ciprusi Köztársaság |
| ----- | --------- | -- | -- | - | - | -- | -- | --- | -- | ----------------------------------- | --- | ----- | ------ | --------- | -------- | ------- | ------------------- |
| 1.    | Svájc     | 10 | 7  | 3 | 0 | 17 | 6  | +11 | 24 | Kijutott a 2014-es világbajnokságra |     | —     | 4–4    | 1–0       | 1–1      | 2–0     | 1–0                 |
| 2.    | Izland    | 10 | 5  | 2 | 3 | 17 | 15 | +2  | 17 | Továbbjutott a második fordulóba    |     | 0–2   | —      | 2–4       | 2–0      | 2–1     | 2–0                 |
| 3.    | Szlovénia | 10 | 5  | 0 | 5 | 14 | 11 | +3  | 15 |                                     |     | 0–2   | 1–2    | —         | 3–0      | 1–0     | 2–1                 |
| 4.    | Norvégia  | 10 | 3  | 3 | 4 | 10 | 13 | −3  | 12 |                                     | 0–2 | 1–1   | 2–1    | —         | 0–1      | 2–0     |                     |
| 5.    | Albánia   | 10 | 3  | 2 | 5 | 9  | 11 | −2  | 11 |                                     | 1–2 | 1–2   | 1–0    | 1–1       | —        | 3–1     |                     |
| 6.    | Ciprus    | 10 | 1  | 2 | 7 | 4  | 15 | −11 | 5  |                                     | 0–0 | 1–0   | 0–2    | 1–3       | 0–0      | —       |                     |

#### F csoport
| Hely. | Csapat         | M  | Gy | D | V | G+ | G– | Gk  | P  | Továbbjutás                         |     | Oroszország | Portugália | Izrael | Azerbajdzsán | Észak-Írország | Luxemburg |
| ----- | -------------- | -- | -- | - | - | -- | -- | --- | -- | ----------------------------------- | --- | ----------- | ---------- | ------ | ------------ | -------------- | --------- |
| 1.    | Oroszország    | 10 | 7  | 1 | 2 | 20 | 5  | +15 | 22 | Kijutott a 2014-es világbajnokságra |     | —           | 1–0        | 3–1    | 1–0          | 2–0            | 4–1       |
| 2.    | Portugália     | 10 | 6  | 3 | 1 | 20 | 9  | +11 | 21 | Továbbjutott a második fordulóba    |     | 1–0         | —          | 1–1    | 3–0          | 1–1            | 3–0       |
| 3.    | Izrael         | 10 | 3  | 5 | 2 | 19 | 14 | +5  | 14 |                                     |     | 0–4         | 3–3        | —      | 1–1          | 1–1            | 3–0       |
| 4.    | Azerbajdzsán   | 10 | 1  | 6 | 3 | 7  | 11 | −4  | 9  |                                     | 1–1 | 0–2         | 1–1        | —      | 2–0          | 1–1            |           |
| 5.    | Észak-Írország | 10 | 1  | 4 | 5 | 9  | 17 | −8  | 7  |                                     | 1–0 | 2–4         | 0–2        | 1–1    | —            | 1–1            |           |
| 6.    | Luxemburg      | 10 | 1  | 3 | 6 | 7  | 26 | −19 | 6  |                                     | 0–4 | 1–2         | 0–6        | 0–0    | 3–2          | —              |           |

#### G csoport
| Hely. | Csapat              | M  | Gy | D | V | G+ | G– | Gk  | P  | Továbbjutás                         |     | Bosznia-Hercegovina | Görögország | Szlovákia | Litvánia | Lettország | Liechtenstein |
| ----- | ------------------- | -- | -- | - | - | -- | -- | --- | -- | ----------------------------------- | --- | ------------------- | ----------- | --------- | -------- | ---------- | ------------- |
| 1.    | Bosznia-Hercegovina | 10 | 8  | 1 | 1 | 30 | 6  | +24 | 25 | Kijutott a 2014-es világbajnokságra |     | —                   | 3–1         | 0–1       | 3–0      | 4–1        | 4–1           |
| 2.    | Görögország         | 10 | 8  | 1 | 1 | 12 | 4  | +8  | 25 | Továbbjutott a második fordulóba    |     | 0–0                 | —           | 1–0       | 2–0      | 1–0        | 2–0           |
| 3.    | Szlovákia           | 10 | 3  | 4 | 3 | 11 | 10 | +1  | 13 |                                     |     | 1–2                 | 0–1         | —         | 1–1      | 2–1        | 2–0           |
| 4.    | Litvánia            | 10 | 3  | 2 | 5 | 9  | 11 | −2  | 11 |                                     | 0–1 | 0–1                 | 1–1         | —         | 2–0      | 2–0        |               |
| 5.    | Lettország          | 10 | 2  | 2 | 6 | 10 | 20 | −10 | 8  |                                     | 0–5 | 1–2                 | 2–2         | 2–1       | —        | 2–0        |               |
| 6.    | Liechtenstein       | 10 | 0  | 2 | 8 | 4  | 25 | −21 | 2  |                                     | 1–8 | 0–1                 | 1–1         | 0–2       | 1–1      | —          |               |

#### H csoport
| Hely. | Csapat        | M  | Gy | D | V  | G+ | G– | Gk  | P  | Továbbjutás                         |     | Anglia | Ukrajna | Montenegró | Lengyelország | Moldova | San Marino |
| ----- | ------------- | -- | -- | - | -- | -- | -- | --- | -- | ----------------------------------- | --- | ------ | ------- | ---------- | ------------- | ------- | ---------- |
| 1.    | Anglia        | 10 | 6  | 4 | 0  | 31 | 4  | +27 | 22 | Kijutott a 2014-es világbajnokságra |     | —      | 1–1     | 4–1        | 2–0           | 4–0     | 5–0        |
| 2.    | Ukrajna       | 10 | 6  | 3 | 1  | 28 | 4  | +24 | 21 | Továbbjutott a második fordulóba    |     | 0–0    | —       | 0–1        | 1–0           | 2–1     | 9–0        |
| 3.    | Montenegró    | 10 | 4  | 3 | 3  | 18 | 17 | +1  | 15 |                                     |     | 1–1    | 0–4     | —          | 2–2           | 2–5     | 3–0        |
| 4.    | Lengyelország | 10 | 3  | 4 | 3  | 18 | 12 | +6  | 13 |                                     | 1–1 | 1–3    | 1–1     | —          | 2–0           | 5–0     |            |
| 5.    | Moldova       | 10 | 3  | 2 | 5  | 12 | 17 | −5  | 11 |                                     | 0–5 | 0–0    | 0–1     | 1–1        | —             | 3–0     |            |
| 6.    | San Marino    | 10 | 0  | 0 | 10 | 1  | 54 | −53 | 0  |                                     | 0–8 | 0–8    | 0–6     | 1–5        | 0–2           | —       |            |

#### I csoport
| Hely. | Csapat           | M | Gy | D | V | G+ | G– | Gk  | P  | Továbbjutás                         |     | Spanyolország | Franciaország | Finnország | Grúzia | Fehéroroszország |
| ----- | ---------------- | - | -- | - | - | -- | -- | --- | -- | ----------------------------------- | --- | ------------- | ------------- | ---------- | ------ | ---------------- |
| 1.    | Spanyolország    | 8 | 6  | 2 | 0 | 14 | 3  | +11 | 20 | Kijutott a 2014-es világbajnokságra |     | —             | 1–1           | 1–1        | 2–0    | 2–1              |
| 2.    | Franciaország    | 8 | 5  | 2 | 1 | 15 | 6  | +9  | 17 | Továbbjutott a második fordulóba    |     | 0–1           | —             | 3–0        | 3–1    | 3–1              |
| 3.    | Finnország       | 8 | 2  | 3 | 3 | 5  | 9  | −4  | 9  |                                     |     | 0–2           | 0–1           | —          | 1–1    | 1–0              |
| 4.    | Grúzia           | 8 | 1  | 2 | 5 | 3  | 10 | −7  | 5  |                                     | 0–1 | 0–0           | 0–1           | —          | 1–0    |                  |
| 5.    | Fehéroroszország | 8 | 1  | 1 | 6 | 7  | 16 | −9  | 4  |                                     | 0–4 | 2–4           | 1–1           | 2–0        | —      |                  |

## Második forduló
A második fordulóba az első forduló nyolc legjobb csoportmásodikja került. A kilencedik csapat kiesett.

### Csoportmásodikok sorrendjének meghatározása
Egy csoportban (I csoport) csak öt csapat vett részt, ezért az A–H csoportok második helyén végzett csapatok esetén a csoportjukban hatodik helyezett csapat elleni eredményeket nem kellett figyelembe venni a rangsorolásnál. A csoportmásodikok sorrendjét a következők szerint kellett meghatározni:
1. több szerzett pont
2. jobb gólkülönbség
3. több szerzett gól
4. több idegenben szerzett gól
5. jobb UEFA-együttható
6. jobb fair play pontszám
7. sorsolás

| Hely. | Cs | Csapat        | M | Gy | D | V | G+ | G– | Gk | P  | Továbbjutás                      |
| ----- | -- | ------------- | - | -- | - | - | -- | -- | -- | -- | -------------------------------- |
| 1.    | G  | Görögország   | 8 | 6  | 1 | 1 | 9  | 4  | +5 | 19 | Továbbjutott a második fordulóba |
| 2.    | I  | Franciaország | 8 | 5  | 2 | 1 | 15 | 6  | +9 | 17 | Továbbjutott a második fordulóba |
| 3.    | F  | Portugália    | 8 | 4  | 3 | 1 | 15 | 8  | +7 | 15 | Továbbjutott a második fordulóba |
| 4.    | H  | Ukrajna       | 8 | 4  | 3 | 1 | 11 | 4  | +7 | 15 | Továbbjutott a második fordulóba |
| 5.    | C  | Svédország    | 8 | 4  | 2 | 2 | 15 | 13 | +2 | 14 | Továbbjutott a második fordulóba |
| 6.    | E  | Izland        | 8 | 4  | 2 | 2 | 15 | 14 | +1 | 14 | Továbbjutott a második fordulóba |
| 7.    | D  | Románia       | 8 | 4  | 1 | 3 | 11 | 12 | −1 | 13 | Továbbjutott a második fordulóba |
| 8.    | A  | Horvátország  | 8 | 3  | 2 | 3 | 9  | 8  | +1 | 11 | Továbbjutott a második fordulóba |
| 9.    | B  | Dánia         | 8 | 2  | 4 | 2 | 9  | 11 | −2 | 10 |                                  |

### Párosítások
Négy párosítást sorsoltak, a csapatok oda-visszavágós rendszerben mérkőztek meg. A párosítások győztesei kijutottak a 2014-es labdarúgó-világbajnokságra.
A második forduló sorsolását 2013. október 21-én tartották, a mérkőzéseket 2013. november 15-én és 2013. november 19-én játszották.
| 1. csapat   | Össz.Tooltip Aggregate score | 2. csapat     | 1. mérk. | 2. mérk. |
| ----------- | ---------------------------- | ------------- | -------- | -------- |
| Portugália  | 4–2                          | Svédország    | 1–0      | 3–2      |
| Ukrajna     | 2–3                          | Franciaország | 2–0      | 0–3      |
| Görögország | 4–2                          | Románia       | 3–1      | 1–1      |
| Izland      | 0–2                          | Horvátország  | 0–0      | 0–2      |